# Гаррієт Волтер
Гаррієт Волтер (англ. Harriet Walter; нар. 24 вересня 1950, Лондон, Велика Британія) — британська акторка.

## Кар'єра
Часто бере участь у театральних виставах Шекспіра: «Сон літньої ночі», «Все добре, що добре закінчується», «Макбет», «Багато галасу з нічого»; та в інших: «Замок», «Три сестри», «Іванов», «Аркадія», «Гедда Ґаблер», «Марія Стюарт».
Також виконує ролі у кінофільмах.
Номінувалась на премії британського незалежного кіно (2002) й «Тоні» (2009).

## Фільмографія
| Рік       |   | Українська назва        | Оригінальна назва            | Роль                          |
| --------- | - | ----------------------- | ---------------------------- | ----------------------------- |
| 1981      | ф | Вишневий сад            | The Cherry Orchard           | Варя                          |
| 1985      | ф | Хороший батько          | The Good Father              | Еммі Гупер                    |
| 1990      | ф | Мілу у травні           | Milou en mai                 | Лілі, дружина Жоржа           |
| 1993      | ф | Година свині            | The Hour of the Pig          | Жанін                         |
| 1995      | ф | Розум і почуття         | Sense and Sensibility        | Фанні Дешвуд                  |
| 1998      | ф | Спальні та вітальні     | Bedrooms and Hallways        | Сибіл                         |
| 1999      | ф | Онєгін                  | Onegin                       | мадам Ларіна                  |
| 2002      | ф | Вілла троянд            | Villa des Roses              | Олів Баррелл                  |
| 2003      | ф | Золота молодь           | Bright Young Things          | леді Метроленд                |
| 2007      | ф | Балетні черевички       | Ballet Shoes                 | Доктор Сміт                   |
| 2007      | ф | Спокута                 | Atonement                    | Емілі Талліс                  |
| 2008      | ф | Ламані лінії            | Broken Lines                 | Ліа                           |
| 2008      | с | Крихітка Дорріт         | Little Dorrit                | місіс Говен (3 епізоди)       |
| 2009      | ф | Шері                    | Cheri                        | La Loupiote                   |
| 2009      | ф | Молода Вікторія         | The Young Victoria           | Аделаїда Саксен-Мейнінгенська |
| 2009      | ф | Час від часу            | From Time to Time            | леді Грешем                   |
| 2009      | ф | Зупинка у Швейцарії     | A Short Stay in Switzerland  | Клер                          |
| 2009      | ф | Морріс                  | Morris: A Life with Bells On | професор Комптон Чемберлен    |
| 2009—2014 | с | Закон і порядок: Лондон | Law & Order: UK              | Наталі Чендлер (40 епізодів)  |
| 2012      | ф | Королівський роман      | En kongelig affære           | Августа Саксен-Готська        |
| 2013—2015 | с | Абатство Даунтон        | Downton Abbey                | леді Шеклтон (4 епізоди)      |
| 2014      | с | Активи                  | The Assets                   | Джинн Вертфей                 |
| 2014—2017 | с | Чорні вітрила           | Black Sails                  | мадам Гатрі                   |
| 2015      | ф | Крадене побачення       | Man Up                       | Френ                          |
| 2015—2015 | с | Лондонський шпигун      | London Spy                   | Клер                          |
| 2016      | с | Корона                  | The Crown                    | Клементина Черчилль           |
| 2016      | ф | Заперечення             | Denial                       | Віра Райх                     |
| 2019      | с | Іспанська принцеса      | The Spanish Princess         | Маргарет Бофорт               |
| 2019      | ф | Рокетмен                | Rocketman                    | Хелена Пієна                  |
| 2020      | ф | Сама                    | Herself                      | Пеґґі                         |
| 2021      | ф | Остання дуель           | The Last Duel                | Ніколь де Бушар               |
| 2023      | с | Бункер                  | Silo                         | Марта Уокер                   |